# Supercopa de la CAF 2021 (diciembre)
La Supercopa de la CAF 2021 (diciembre)  fue la 30.ª edición de la Supercopa de la CAF. El encuentro organizado por la Confederación Africana de Fútbol fue disputado entre el vencedor de la Liga de Campeones de la CAF y el vencedor de la Copa Confederación de la CAF.
El partido se disputó entre el Al-Ahly de Egipto, campeón de la Liga de Campeones de la CAF 2020-21, y el Raja Casablanca de Marruecos, vencedor de la Copa Confederación de la CAF 2020-21; el encuentro fue disputado en el estadio Ahmed bin Ali de la ciudad de Rayán, Catar, el 22 de diciembre de 2021.

## Participantes
En negrita ediciones donde el equipo salió ganador.
| Equipo          | Vía de clasificación                               | Participaciones previas                                    |
| --------------- | -------------------------------------------------- | ---------------------------------------------------------- |
| Al-Ahly         | Campeón de la Liga de Campeones de la CAF 2020-21  | 9 (1994, 2002, 2006, 2007, 2009, 2013, 2014, 2015, 2021-I) |
| Raja Casablanca | Campeón de la Copa Confederación de la CAF 2020-21 | 3 (1998, 2000, 2019)                                       |

## Ficha del partido
| 22 de diciembre | Al-Ahly                                               | 1:1 (0:1) (6:5 p.)         | Raja Casablanca                                               | Estadio Ahmed bin Ali, Rayán                                          |                                                                       |
| 20:00 (UTC+3)   | Taher 90'                                             | Reporte                    | Hafidi 13'                                                    | Asistencia: 40 000 espectadores Árbitro(s): Jean Jacques Ndala Ngambo | Asistencia: 40 000 espectadores Árbitro(s): Jean Jacques Ndala Ngambo |
|                 |                                                       | Tiros desde el punto penal |                                                               |                                                                       |                                                                       |
|                 | Maâloul · Benoun · Tau · Abdel Kader · Taher · Tawfik |                            | Zrida · El Wardi · Hadhoudi · Benhalib · Moutaouali · Madkour |                                                                       |                                                                       |

| 1          | Guardameta     | Mohamed El-Shenawy |     |
| 6          | Defensa        | Yasser Ibrahim     | 77' |
| 13         | Defensa        | Badr Banoun        |     |
| 12         | Defensa        | Ayman Ashraf       | 46' |
| 25         | Defensa        | Akram Tawfik       |     |
| 21         | Defensa        | Ali Maâloul        |     |
| 15         | Centrocampista | Aliou Dieng        |     |
| 8          | Centrocampista | Hamdi Fathy        |     |
| 19         | Delantero      | Mohamed Magdy      |     |
| 23         | Delantero      | Percy Tau          |     |
| 14         | Delantero      | Hussein El Shahat  | 61' |
| Entrenador | Entrenador     | Pitso Mosimane     |     |

| 1          | Guardameta     | Anas Zniti        |     |
| 29         | Defensa        | Abdelilah Madkour |     |
| 24         | Defensa        | Marouane Hadhoudi |     |
| 35         | Defensa        | Jamal Harkass     |     |
| 20         | Defensa        | Abdeljalil Jbira  |     |
| 6          | Centrocampista | Luamba Ngoma      |     |
| 8          | Centrocampista | Zakaria El Wardi  |     |
| 5          | Centrocampista | Mohsine Moutouali |     |
| 18         | Centrocampista | Abdelilah Hafidi  | 78' |
| 10         | Centrocampista | Mahmoud Benhalib  |     |
| 7          | Delantero      | Hamid Ahadad      | 84' |
| Entrenador | Entrenador     | Marc Wilmots      |     |

| 10 | Delantero      | Mohamed Sherif    | 46' |
| 35 | Centrocampista | Ahmed Abdel Kader | 61' |
| 27 | Delantero      | Taher Mohamed     | 77' |

| 3  | Centrocampista | Mohamed Zrida    | 78' |
| 21 | Delantero      | Ilyasse Benjdida | 84' |

| Anotado | 90' | Taher Mohamed | 1–1 |

| Anotado | 13' | Abdelilah Hafidi | 0–1 |

| Amonestado | 66'   | Yasser Ibrahim |
| Amonestado | 90+1' | Taher Mohamed  |

| Amonestado | 58' | Hamid Ahadad      |
| Amonestado | 61' | Marouane Hadhoudi |

| Ali Maaloul       | Acierto de penal | 1:0 |                           |                    |
|                   |                  | 1:1 | Acierto de penal          | Mohamed Zrida      |
| Badr Benoun       | Acierto de penal | 2:1 |                           |                    |
|                   |                  | 2:2 | Acierto de penal          | Zakaria El Wardi   |
| Percy Tau         | Acierto de penal | 3:2 |                           |                    |
|                   |                  | 3:3 | Acierto de penal          | Marouane Hadhoudi  |
| Ahmed Abdel Kader | Acierto de penal | 4:3 |                           |                    |
|                   |                  | 4:4 | Acierto de penal          | Mahmoud Benhalib   |
| Taher Mohamed     | Acierto de penal | 5:4 |                           |                    |
|                   |                  | 5:5 | Acierto de penal          | Mohsine Moutaouali |
| Akram Tawfik      | Acierto de penal | 6:5 |                           |                    |
|                   |                  | 6:5 | Fallo de penal (desviado) | Abdelilah Madkour  |

| Árbitro             | Jean Jacques Ndala Ngambo  |
| Árbitros asistentes | Olivier Safari Kabene      |
| Árbitros asistentes | Gilbert Cheruiyot          |
| Cuarto árbitro      | Peter Waweru               |
| Adicionales VAR     | Janny Sikazwe              |
| Adicionales VAR     | Bakary Gassama             |
| Adicionales VAR     | Gerson Emiliano dos Santos |

| 1          | Guardameta     | Mohamed El-Shenawy |     |
| 6          | Defensa        | Yasser Ibrahim     | 77' |
| 13         | Defensa        | Badr Banoun        |     |
| 12         | Defensa        | Ayman Ashraf       | 46' |
| 25         | Defensa        | Akram Tawfik       |     |
| 21         | Defensa        | Ali Maâloul        |     |
| 15         | Centrocampista | Aliou Dieng        |     |
| 8          | Centrocampista | Hamdi Fathy        |     |
| 19         | Delantero      | Mohamed Magdy      |     |
| 23         | Delantero      | Percy Tau          |     |
| 14         | Delantero      | Hussein El Shahat  | 61' |
| Entrenador | Entrenador     | Pitso Mosimane     |     |

| 1          | Guardameta     | Anas Zniti        |     |
| 29         | Defensa        | Abdelilah Madkour |     |
| 24         | Defensa        | Marouane Hadhoudi |     |
| 35         | Defensa        | Jamal Harkass     |     |
| 20         | Defensa        | Abdeljalil Jbira  |     |
| 6          | Centrocampista | Luamba Ngoma      |     |
| 8          | Centrocampista | Zakaria El Wardi  |     |
| 5          | Centrocampista | Mohsine Moutouali |     |
| 18         | Centrocampista | Abdelilah Hafidi  | 78' |
| 10         | Centrocampista | Mahmoud Benhalib  |     |
| 7          | Delantero      | Hamid Ahadad      | 84' |
| Entrenador | Entrenador     | Marc Wilmots      |     |

| 10 | Delantero      | Mohamed Sherif    | 46' |
| 35 | Centrocampista | Ahmed Abdel Kader | 61' |
| 27 | Delantero      | Taher Mohamed     | 77' |

| 3  | Centrocampista | Mohamed Zrida    | 78' |
| 21 | Delantero      | Ilyasse Benjdida | 84' |

| Anotado | 90' | Taher Mohamed | 1–1 |

| Anotado | 13' | Abdelilah Hafidi | 0–1 |

| Amonestado | 66'   | Yasser Ibrahim |
| Amonestado | 90+1' | Taher Mohamed  |

| Amonestado | 58' | Hamid Ahadad      |
| Amonestado | 61' | Marouane Hadhoudi |

| Ali Maaloul       | Acierto de penal | 1:0 |                           |                    |
|                   |                  | 1:1 | Acierto de penal          | Mohamed Zrida      |
| Badr Benoun       | Acierto de penal | 2:1 |                           |                    |
|                   |                  | 2:2 | Acierto de penal          | Zakaria El Wardi   |
| Percy Tau         | Acierto de penal | 3:2 |                           |                    |
|                   |                  | 3:3 | Acierto de penal          | Marouane Hadhoudi  |
| Ahmed Abdel Kader | Acierto de penal | 4:3 |                           |                    |
|                   |                  | 4:4 | Acierto de penal          | Mahmoud Benhalib   |
| Taher Mohamed     | Acierto de penal | 5:4 |                           |                    |
|                   |                  | 5:5 | Acierto de penal          | Mohsine Moutaouali |
| Akram Tawfik      | Acierto de penal | 6:5 |                           |                    |
|                   |                  | 6:5 | Fallo de penal (desviado) | Abdelilah Madkour  |

| Árbitro             | Jean Jacques Ndala Ngambo  |
| Árbitros asistentes | Olivier Safari Kabene      |
| Árbitros asistentes | Gilbert Cheruiyot          |
| Cuarto árbitro      | Peter Waweru               |
| Adicionales VAR     | Janny Sikazwe              |
| Adicionales VAR     | Bakary Gassama             |
| Adicionales VAR     | Gerson Emiliano dos Santos |

| \| Estadísticas \| Al-Ahly \| Raja Casablanca \| \| ------------------ \| ------- \| --------------- \| \| Tiros \| 15 \| 5 \| \| Tiros al arco \| 4 \| 2 \| \| Atajadas \| 3 \| 2 \| \| Penales \| 0 \| 0 \| \| Tiros de esquina \| 8 \| 7 \| \| Tarjetas amarillas \| 2 \| 2 \| \| Tarjetas rojas \| 0 \| 0 \| \| Posesión \| 70% \| 30% \| | Alineación inicial |                 |
| Estadísticas | Al-Ahly            | Raja Casablanca |
| Tiros | 15                 | 5               |
| Tiros al arco | 4                  | 2               |
| Atajadas | 3                  | 2               |
| Penales | 0                  | 0               |
| Tiros de esquina | 8                  | 7               |
| Tarjetas amarillas | 2                  | 2               |
| Tarjetas rojas | 0                  | 0               |
| Posesión | 70%                | 30%             |

|                            |
| Bandera de Egipto          |
| Campeón Al-Ahly 8.º título |